# Новозеландский жестовый язык
Новозеландский жестовый язык (англ. New Zealand Sign Language, NZSL; маори Te Reo Rotarota) — главный язык сообщества глухих Новой Зеландии. В апреле 2006 года он стал третьим государственным языком после английского и языка маори, им пользуется более 24 тысяч человек.
Новозеландский язык жестов близок к британскому жестовому языку (BSL) и может считаться его диалектом: общими между ними являются 62,5 % жестов (к примеру, с американским амсленом — всего 33 %), а также дактильную азбуку. Как и другие жестовые языки, он не является производным от звучащих языков.
В NZSL шире, чем в британском жестовом языке, используется проговаривание слов, а в лексический запас новозеландского языка жестов входят понятия, которые характерны исключительно для Новой Зеландии, в основном, это концепции маори: Матарики, мараэ и знаки для топонимов — Роторуа передаётся как «грязевые бассейны», Веллингтон — «морской бриз», Окленд — «Скай Тауэр» и так далее.

## История
Первыми иммигрантами, прибывшими из Европы в Новую Зеландию, были выходцы из Великобритании. Британские глухие использовали для общения британский язык жестов. Первым известным педагогом жестового языка является Доркас Митчелл (англ. Dorcas Mitchell), обучавшая нескольких братьев и сестёр в Четтерис-бей с 1868 по 1877 годы; к 1877 году у неё уже было 42 ученика.
Когда в 1878 году в городке Самнер к юго-востоку от Крайстчерча открылась Самнерская школа для глухих и немых (англ. Sumner Deaf and Dumb Institution), Митчелл пыталась устроиться туда директором, но ей было отказано. Вместо неё кресло директора получил Геррит ван Аш (англ. Gerrit Van Asch), который был согласен с выводами Второго миланского конгресса по вопросам образования глухих, а именно: жестовый язык должен был быть запрещён. Он не брал в школу детей, знавших жестовый язык, и первый набор состоял всего из 14 человек. В документальном фильме о школе, снятом в 1950-х жестовый язык не упоминается вовсе; ситуация изменилась только в 1979 году. Аналогичные порядки были в школах в Титиранги (открылась в 1940) и Кельстоне (1958). Дети продолжали пользоваться жестовым языком тайно, вне школы, и он стал развиваться отдельно от британского, не испытывая вмешательства взрослых, на протяжении более ста лет. Жестовым языком пользовались в клубах и центрах глухих.
В 1979 году в Самнерскую школу пришла политика «Абсолютного общения» (англ. Total Communication), подразумевавшая использование любого средства общения, но единственным разрешённым жестовым языком стал искусственно созданный калькирующий «австралазийский язык», и дети начали пользоваться её знаками в повседневной жизни, так что новозеландский язык жестов даже стал называться «старым». В образование он вернулся в 1994 году.
Исследователь Марианна Альгрен (англ. Marianne Ahlgren) в своей диссертации, защищённой в Университете Виктории, привела доказательства того, что NZSL является полноценным языком с развитым словарём и устойчивой грамматикой.
В 1992 году была основана Ассоциация преподавателей NZSL (англ. New Zealand Sign Language Teachers Association), тогда носившая название англ. New Zealand Sign Language Tutors Association. Через несколько лет занятия новозеландским жестовым языком для взрослых начались в нескольких языковых центрах. В 1997 Университет Виктории открыл отделение жестового языка (англ. Deaf Studies) и начал выдавать сертификаты желающим. В 1992 году в Оклендском технологическом институте появилась специальность переводчика жестового языка. Курс читали доктор Рейчел Локер Макки англ. Rachel Locker McKee и доктор Дэвид Макки англ. David McKee. Программа появилась благодаря лоббированию новозеландского глухого сообщества и людей, которые считали, что переводчики должны быть квалифицированными. Исследование вопроса необходимости курса начались ещё в 1984 году. За исключением одноразового курса, проведённого в 1985 году, такого рода образовательные услуги оказывались в стране впервые. Многие люди, ставшие позже переводчиками жестового языка, начали с курсов Ассоциации преподавателей NZSL.
Важным шагом для распознавания NZSL была публикация в 1998 году иллюстрированного словаря жестового языка Университетом Виктории и Организации глухих Новой Зеландии. В нём содержится около 4000 знаков, соответствующих значительно бо́льшемучислу английских слов (жесты могут изменяться для выражения сходных понятий), сортированных по форме жеста и кодированных гамбургской системой HamNoSys. В 2011 году Университет Виктории начал создание онлайн-словаря NZSL, основанного на предыдущем словаре, включающего видео каждого жеста и расширенный поиск.
Несколько лет на канале TVNZ выходила еженедельная новостная передача «News Review», переведённая на NZSL. В 1993 году её закрыли, так как опрос, проведённый среди слышащих и глухих зрителей, показал, что зрители предпочитают субтитры переводу. С тех пор на телевидении не выходило программ на NZSL.
В 2011 году в парламент Новой Зеландии была избрана глухая член партии зелёных Моджо Мэтерс, владеющая новозеландским жестовым языком. Она присутствует на заседаниях с переводчиком и ноутбуком. До Моджо жестовый язык в парламенте представлен не был.

## Предоставление официального статуса
NZSL вместе с языком маори стал вторым государственным языком в апреле 2006 года. Закон прошёл третье чтение в парламенте 6 апреля 2006 года.
На первом чтении, которое состоялось 22 июня 2004 года, законопроект был согласован со всеми фракциями парламента. После этого закон был передан в Комитет по вопросам выборов и юстиции (англ. Justice and Electoral Committee); повторное рассмотрение законопроекта в парламенте прошло 18 июля 2005 года. Во втором чтении 23 февраля 2006 года закон был поддержан 119 голосами. Против (2 голоса) выступила только партия ACT New Zealand, поскольку её представители указывали на недостаточное финансирование NZSL правительством государства. В третьем чтении 6 апреля 2006 года закон был окончательно принят тем же количеством голосов.
10 апреля 2006 года закон получил королевскую санкцию — формальное принятие закона монархом. Закон вступил в силу на следующий день.
Использование NZSL как средства обучения не всегда поддерживалось государством, ассоциацией преподавателей жестового языка и родителями, однако после проведения множества исследований и пропаганды как глухими, так и слышащими, NZSL стал частью билингвального подхода, используемого в школах. Диплом переводчика жестового языка по состоянию на 2018 год выдаёт только Оклендский технологический университет.

## Варианты
У каждого образовательного центра имеется свой вариант жестового языка:
- Колледж ван Аша[англ.], открылся в 1880 в Крайстчерче;
- Школа для глухих Святого доминика (англ. St Dominic's School for the Deaf), открылась в 1944 в Веллингтоне и переехала в Филдинг в 1953;
- Школа для глухих в Титиранги (англ. Titirangi School for the Deaf), открылась в 1942 и закрылась в 1959, став пансионом при Келстонском образовательном центре;
- Школа для глухих в Маунтин-Веллингтоне[англ.], открылась из-за переполнения школы в Титиранги в 1952 и закрылась в 1959, также став пансионом;
- Келстонская школа для глухих, сегодня Келстонский образовательный центр жестового языка (англ. Kelston Deaf Education Centre), открывшаяся в 1958 году в Окленде и переименованная в 1991 году.